# Final de la Copa de la Reina de Fútbol 2020-21
La Final de la Copa de la Reina de fútbol 2020-21 fue la 39.ª edición de la definición del torneo y se disputó en el estadio Estadio Municipal de Butarque, en Madrid.
El FC Barcelona se consagró campeón luego de vencer en la final a Levante UD por un saldo de 4 a 2.

## Camino a la final
| F. C. Barcelona  | F. C. Barcelona  | F. C. Barcelona  | Eliminatoria     | Levante UD         | Levante UD       | Levante UD       |
| ---------------- | ---------------- | ---------------- | ---------------- | ------------------ | ---------------- | ---------------- |
| Rival            | Resultado        | Resultado        | Fase             | Rival              | Resultado        | Resultado        |
| Sevilla FC       |                  | 1–4              | Cuartos de final | UDG Tenerife       |                  | 2–1              |
| Resultado: 4 – 1 | Resultado: 4 – 1 | Resultado: 4 – 1 | Cuartos de final | Resultado: 2 – 1   | Resultado: 2 – 1 | Resultado: 2 – 1 |
| Madrid CFF       |                  | 0–4              | Semifinales      | Atlético de Madrid |                  | 0–1              |
| Resultado: 4– 0  | Resultado: 4– 0  | Resultado: 4– 0  | Semifinales      | Resultado: 1 – 0   | Resultado: 1 – 0 | Resultado: 1 – 0 |

## Partidos
| 30 de mayo de 2021, 10:00 | FC Barcelona                                  | 4-2 (3:0) | Levante UD               | Estadio de Butarque, Madrid                |                                            |
|                           | Guijarro 5' · Putellas 20' 73' · Torrejón 29' |           | 59' Redondo · 67' Banini | Árbitro(s): María Dolores Martínez Madrona | Árbitro(s): María Dolores Martínez Madrona |

| Bandera de Cataluña              |
| Campeón FC Barcelona 8.vo título |